# Bioenergia
La bioenergia è l'energia biologica, e permette alle entità biologiche (esseri viventi) di muoversi, di avere attività cerebrali e di alimentare la produzione e sintesi dei tessuti biologici.

## Forme di bioenergia
La bioenergia è continuamente ritrasformata ciclicamente. Il ciclo bioenergetico tipico delle piante è chiamato “Ciclo di Calvin”. Il ciclo bioenergetico degli esseri viventi è chiamato “ciclo di Krebs”. In questi cicli avviene la trasformazione degli zuccheri in altri carboidrati, lo scopo di queste trasformazione è la sintesi di molecole ad altissima concentrazione di energia quali ATP e ADP.

## Utilizzi tecnologici della bioenergia dalla preistoria
L'uomo scoprì che le entità biologiche possono bruciare, e pensò, che questo fosse lo “spirito” che faceva animare, muovere e vivere le entità biologiche. Il fuoco era qualcosa di misterioso e magico, il controllo di questa risorsa energetica permise il surclassamento agli altri animali e uno sviluppo evolutivo (evoluzione) basato anche sul controllo di risorse energetiche esterne alla sua fisiologia.
Usò il calore del legno che bruciava per scaldarsi e illuminare la notte, poi cucinò i cibi che diventavano più teneri e digeribili, in seguito scoprì che poteva modificare ogni materia. Produsse nuovi materiali come i mattoni, il vetro e le leghe metalliche.

## Utilizzi tecnologici della bioenergia
Fu scoperta anche la “forza” del calore che poteva vaporizzare l'acqua e muovere una macchina a vapore. Migliorando le macchine l'uomo scoprì miniere di energia fossile: il carbone e il petrolio. Residui di flora e fauna imprigionati nel sottosuolo hanno prodotto gas combustibile che insieme al carbone e petrolio hanno successivamente sostituito quasi del tutto il legno come combustibile. Di recente però queste risorse si stanno esaurendo, il loro utilizzo economico ha iniziato a diventare difficile. Il carbone è estratto a profondità sempre maggiori. Il petrolio è già stato sfruttato oltre la metà di quello estraibile.

## Bioenergia e Biomassa
Le risorse di combustibili fossili si esauriranno e il sistema energetico di oggi si rivelerà solo un sistema transitorio.
In questo momento si è cominciato a sostituire i combustibili fossili con biomassa. La biomassa è una fonte energetica rinnovabile.
La biomassa è composta da rifiuti biologici delle nostre case, di giardini o campi, oppure anche prodotta apposta in campo aperto da coltivazioni speciali.
A partire dalla biomassa si possono ricavare anche gas combustibile, biodiesel e etanolo che è una specie di biobenzina già molto usata in Brasile.

## Potenziale della bioenergia
Se vogliamo una dimostrazione pratica immediata di cosa può fare la bioenergia è sufficiente che osserviamo noi stessi. Noi utilizziamo bioenergia per muoverci, pensare e crescere. Ogni essere vivente utilizza bioenergia in modo innato e naturale, noi invece abbiamo anche imparato a controllarla e a sfruttarla, anche se non con la stessa efficacia della natura.
La natura sta sviluppando questa energia nel nostro pianeta da qualche miliardo d'anni, e il risultato è un efficientissimo sistema energetico. Sono state evolute strategie energetiche specializzatissime che si differenziano da animale a animale, da specie a specie, da bioma a bioma.
Una ricercatrice biologa americana, Shelley D. Minteer nel 2003 ha presentato una batteria elettrica che funziona con lo zucchero ma anche con alcool o qualsiasi carboidrato. Il sistema ha "fissato" batteri speciali nell'elettrodo della batteria. Gli enzimi dei batteri riescono a smontare lo zucchero e a farlo reagire con l'ossigeno in una reazione ossidoriduttiva (redox).
Una ditta giapponese molto famosa ha presentato una applicazione simile modificando una cella a combustibile. {{chiarire|argomento=Il nome dell'azienda}}